# Озеро Мерцбахера
Озеро Мерцбахера (кирг. Мерцбахер көлү) — высокогорное ледниково-подпрудное озеро в Кыргызстане, в восточной части центрального Тянь-Шаня, между хребтами Тенгри-Таг и Сарыджаз. Лежит в слиянии северной и южной ветви ледника Иныльчек и питается таянием вод. Объём воды — 0,12—0,25 км³. Площадь поверхности — 4,5 км². Высота над уровнем моря — 3304 м.
Озеро названо в честь немецкого географа Готфрида Мерцбахера, экспедиция под руководством которого открыла озеро в 1903 году. Сформировалось в окончании малого ледникового периода (XIX в.). Имеет два бассейна, называемых Верхнее и Нижнее озеро Мерцбахера, разделённых высотой 400 м и 3—4 км ледовой реки которая также носит имя Мерцбахера. Нижняя, большая часть озера с юга ограничена ледниковой «плотиной». Ежегодно (дважды в год, в летний и зимний период) нижняя часть прорывается в долину реки Иныльчек, полностью теряет свои воды, сбрасывая их в течение 2—7 суток по подлёдным каналам. Расход воды в реке Иныльчек в момент сброса может превышать 1000 м³/с. Прорывы нередко разрушают мосты, дороги, и другие инженерные сооружения вниз по течению рек вытекающих из этого озера, вплоть до реки Аксу на территории Китая. В момент прорыва в озере накапливается от 0,06 до 0,07 кубических километров воды. Согласно исследованиям учёных прорывы происходят когда температура воды в озере поднимается до 10—15 градусов по Цельсию.